# Lost Records: Bloom & Rage
Lost Records: Bloom & Rage ist ein zweiteiliges Adventure-Videospiel, das vom französischen Videospiel-Publisher Don't Nod veröffentlicht wurde. Die Geschichte dreht sich um vier jugendliche Mädchen, Swann, Nora, Autumn und Kat, die im Sommer 1995 eine enge Freundschaft entwickelten. 27 Jahre später treffen sie sich wieder, um ein lange verborgenes Geheimnis zu lösen, das sie damals dazu brachte, nie wieder miteinander zu sprechen.
Das Spiel erschien für PlayStation 5, Windows und Xbox Series X/S in zwei Teilen: „Tape 1“ wurde am 18. Februar 2025 veröffentlicht, „Tape 2“ folgte am 15. April 2025.

## Gameplay
Spieler treffen im Verlauf des Spiels Entscheidungen, die Auswirkungen auf die Handlung haben. Laut dem kreativen Direktor Michel Koch basiert das Spielprinzip auf Entscheidungen mit Konsequenzen. Der Spieler übernimmt in Bloom & Rage ausschließlich die Rolle von Swann. Diese Entscheidung wurde getroffen, um eine stärkere emotionale Bindung zur Hauptfigur zu ermöglichen.
Ein zentrales Spielelement ist Swanns Camcorder. Der Spieler kann mit der Kamera verschiedene Umgebungen filmen und die Aufnahmen später zu einem persönlichen Erinnerungsfilm zusammenstellen.

## Handlung

### Tape 1: Bloom
Im November 2022 kehrt die 43-jährige Swann Holloway (gesprochen von Olivia Lepore) von Vancouver in ihre Heimatstadt Velvet Cove (Michigan) zurück, um alte Freundinnen nach 27 Jahren wiederzutreffen. Autumn Lockhart (Andrea Carter), mittlerweile Sozialarbeiterin in Atlanta, hat Swann wegen eines mysteriösen Pakets kontaktiert, das an „Bloom & Rage“ adressiert war – die Punkband, die sie im Sommer 1995 gründeten.
Im Juli 1995 lernt die 16-jährige Swann bei Dreharbeiten mit ihrer Kamera Nora und Autumn kennen. Nach einer Auseinandersetzung mit Dylan Mikaelsen und ihrem Freund Corey Litchfield verbünden sich die Mädchen. Später stoßen sie auf Dylans Schwester Kat, die sich der Gruppe anschließt. Gemeinsam erleben die vier einen ereignisreichen Sommer, gründen die Band „Bloom & Rage“ und finden in einer verlassenen Waldhütte einen geheimen Zufluchtsort.
Während ihrer gemeinsamen Zeit entdecken sie im Wald eine geheimnisvolle, leuchtende „Abyss“ (Abgrund), von der sie glauben, dass sie Wünsche erfüllt. Nachdem sie eine Blutschwur-Zeremonie abhalten, wünschen sich alle, für immer zusammenzubleiben. Kurz nach einem improvisierten Konzert wird jedoch enthüllt, dass Kat an Leukämie leidet. Die Mädchen trennen sich nach einem tragischen Vorfall.
2022 treffen sich Swann, Autumn und Nora erneut in Velvet Cove. Sie erinnern sich nur bruchstückhaft an die Ereignisse von damals und beginnen, das Rätsel um die „Abyss“ wieder aufzurollen.

### Tape 2: Rage
In Tape 2: Rage setzen Swann, Autumn und Nora ihre Nachforschungen fort, um die Geschehnisse des Sommers 1995 vollständig zu rekonstruieren. Stück für Stück erinnern sie sich, was wirklich in Velvet Cove geschah – und was zur endgültigen Trennung der Freundinnen führte.
Zurück in der Gegenwart verfolgen sie Hinweise auf die Position der „Abyss“, deren Existenz sie nun nicht mehr infrage stellen. Die Suche führt sie zu Orten aus ihrer Jugend, etwa der verlassenen Waldhütte und der alten Garage, in der sie mit Bloom & Rage probten. Währenddessen wird klar, dass die „Abyss“ nicht nur Wünsche erfüllt, sondern auch einen Preis fordert – und dass ihr damaliges Schwurritual schwerwiegendere Folgen hatte, als sie sich eingestehen wollten.
Rückblicke zeigen, dass Kat trotz ihrer Krankheit entschlossen war, mit der Band ein großes Abschiedskonzert zu geben. Doch ein tragischer Zwischenfall in der Nähe der „Abyss“ führte dazu, dass Kat verschwand. Die drei verbliebenen Mädchen verdrängten das Ereignis traumatisch und verloren den Kontakt zueinander.
In der Gegenwart stellt sich heraus, dass Kat nicht tot ist, sondern überlebt hat – allerdings sich verändert hat. Durch den Einfluss der „Abyss“ entwickelte sie eine mysteriöse Verbindung zur Natur um Velvet Cove. Die Wiedervereinigung mit Kat konfrontiert alle vier mit ihren eigenen Ängsten, Schuldgefühlen und Entscheidungen.
Am Ende des Spiels steht der Spieler vor einer zentralen Entscheidung: Soll die „Abyss“ erneut benutzt werden, um die Vergangenheit ungeschehen zu machen, oder sollen die vier Freundinnen ihren Frieden mit der Wahrheit schließen? Die Entscheidung hat Einfluss auf das Ende und die Zukunft der Gruppe.

## Entwicklung
Die Entwicklung von Lost Records: Bloom & Rage begann 2020 mit der Gründung des Studios Don't Nod Montréal. Viele Teammitglieder waren zuvor an Life Is Strange beteiligt. Da Don't Nod nicht mehr an der Life-Is-Strange-Reihe beteiligt ist (die Rechte liegen bei Square Enix), wurde entschieden, neue Spiele zu entwickeln, darunter auch Bloom & Rage.
Um kulturelle Authentizität sicherzustellen, engagierte das französische Entwicklerteam die US-Autorinnen Desiree Cifre und Nina Freeman. Das Spiel wurde als Auftakt einer neuen Marke unter dem Label Lost Records konzipiert. Laut dem Produzenten Luc Baghadoust sind weitere Spiele unter diesem Namen geplant.

## Veröffentlichung
Ursprünglich war eine Veröffentlichung Ende 2024 geplant, die jedoch verschoben wurde, um nicht mit Life Is Strange: Double Exposure zu konkurrieren. Tape 1 erschien am 18. Februar 2025, Tape 2 folgte am 15. April 2025. Beide Teile wurden zum Start im PlayStation Plus Extra/Premium-Abo angeboten.